# Flagge Mexikos

Rückseite der Flagge Mexikos

Die Flagge Mexikos ist eine Trikolore in den Farben Grün, Weiß und Rot, das Wappen im Zentrum zeigt einen Adler auf einer Opuntie, der eine Schlange in Schnabel und Klaue hält.
Die Flagge wurde 1822 per Dekret zur Flagge des Ersten Mexikanischen Kaiserreichs bestimmt und durchlief seither zahlreiche gestalterische Veränderungen.

## Aussehen und Symbolik

Offizieller Aufbau

Das offizielle Aussehen der mexikanischen Flagge ist im Artikel 3 der Ley sobre el escudo, la bandera y el himno nacionales (Gesetz über Staatswappen, -flagge und Nationalhymne) von 1984 festgelegt. Das Gesetz regelt das Flaggenbild und ihre Proportionen. Kopien der nationalen Flagge, die nach diesem Gesetz gefertigt wurden, werden sowohl im Nationalarchiv (Archivo General de la Nación) als auch im Nationalen historischen Museum (Museo Nacional de Historia) aufbewahrt.
At. 3: Die Bandera Nacional ist ein Rechteck, geteilt in drei vertikale Streifen identischen Maßes, mit den in der folgenden Reihenfolge vom Mast weg angeordneten Farben: Grün, Weiß und Rot. Zentriert im weißen Streifen ist das Staatswappen mit einem Durchmesser von drei Vierteln der Breite des weißen Streifens. Das Seitenverhältnis der Flagge ist vier zu sieben. Es kann ein Tuch oder Ordensband unter dem Flaggenknopf angebracht werden
Obwohl die genauen Farben nicht durch das Gesetz festgelegt sind, hat das Sekretariat des Inneren (Secretaría de Gobernación) folgende Empfehlungen ausgesprochen:
| Farbschema | Grün        | Weiß        | Rot        |
| ---------- | ----------- | ----------- | ---------- |
| Pantone    | 3425c       | Safe        | 186c       |
| RGB        | 0-104-71    | 255-255-255 | 206-17-38  |
| CMYK       | 100-0-32-59 | 0-0-0-0     | 0-92-82-19 |

### Wappen

Wappen

Das Wappen beruht auf einer aztekischen Legende über die Gründung von Tenochtitlán.
Dieser zufolge suchte das damals noch nomadisch lebende Volk der Azteken nach einem Zeichen, das den genauen Ort ihrer zu gründenden Hauptstadt anzeigte.
Der Gott Huitzilopochtli hatte ihnen aufgetragen, einen Adler zu finden, der auf einer Opuntie sitzend eine Schlange verschlingt. Diese Opuntie sollte auf einem Felsen inmitten eines Sees wachsen. Nach zweihundertjähriger Wanderung fanden sie das versprochene Zeichen auf einer kleinen Insel im Texcoco-See. Hier gründeten sie ihre neue Hauptstadt Tenochtitlán, das heutige Mexiko-Stadt. Das aktuelle Wappen wurde 1968 von Francisco Eppens Helguera neu gestaltet und von Präsident Gustavo Díaz Ordaz eingeführt.

### Bedeutung der Farben
Die Farben gehen auf das Banner der Armee der drei Garantien (Ejército Trigarante bzw. Ejército de las Tres Garantías), die im mexikanischen Unabhängigkeitskrieg kämpfte, zurück. Ursprünglich hatten die Farben die folgende Bedeutung:
- Grün: Independencia (Unabhängigkeit von Spanien)
- Weiß: Religión (Religion, römisch-katholische Kirche)
- Rot: Unión (Union zwischen den Europäern und den Amerikanern)

Die Bandera de las Tres Garantías, die Flagge der Armee der drei Garantien, wie sie im Nationalarchiv gezeigt wird (moderne, von den zeitgenössischen Originalflaggen abweichende Variante)

Die Bedeutung der Farben änderte sich mit der von Präsident Benito Juárez vorangetriebenen Säkularisation des Landes.
Die neuen Bedeutungen sind die folgenden:
- Grün: Hoffnung
- Weiß: Einheit
- Rot: Blut der Helden

The World Encyclopedia of Flags, ein Buch von Alfred Znamierowski, gibt daneben auch noch die folgenden Bedeutungen an:
- Grün: Hoffnung
- Weiß: Reinheit
- Rot: Religion

Da der Artikel 3 des Flaggengesetzes keinen offiziellen Symbolismus der Farben festlegt, werden ihnen aber auch noch etliche andere Bedeutungen zugeschrieben.
Einige Staaten Mexikos, wie z. B. Querétaro und Hidalgo haben entweder Teile oder sogar die ganze Flagge Mexikos in ihr Wappen integriert.

## Geschichte

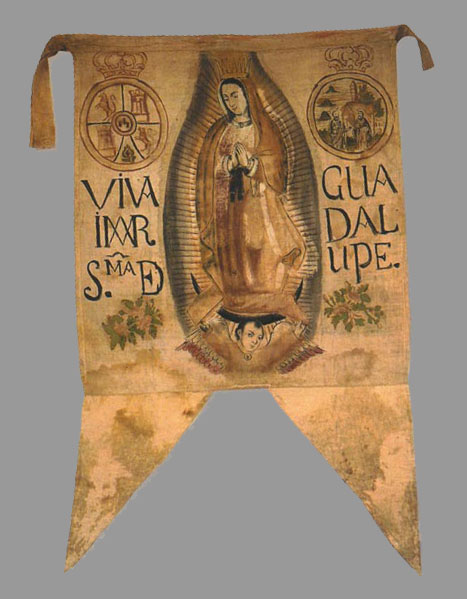
Standarte der Jungfrau von Guadalupe

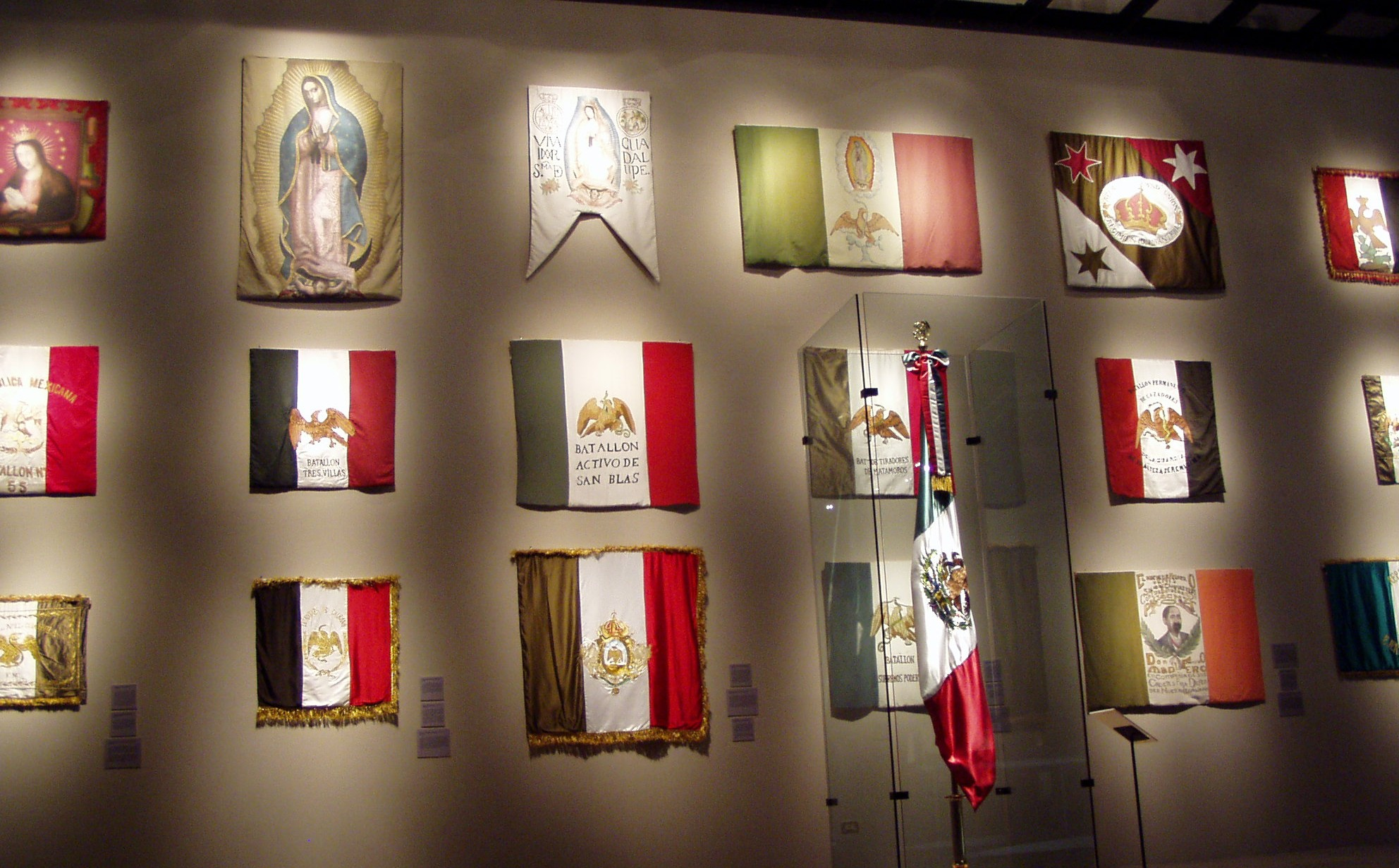
Flaggenausstellung im historischen Museum von Monterrey, Nuevo León

Auf das Aussehen der ersten Nationalflagge hatten verschiedene Flaggen, die während des mexikanischen Unabhängigkeitskrieges genutzt wurden, großen Einfluss. Auch wenn sie nie als offizielle Flagge Verwendung fand, halten viele Historiker die Standarte der Jungfrau von Guadalupe für die erste Flagge Mexikos. Diese wurde während des Grito de Dolores am 16. September 1810. von Miguel Hidalgo verwendet. Die Standarte wurde zum Sinnbild der Rebellen-Armee während des mexikanischen Unabhängigkeitskrieges. Während des Krieges wurden auch noch einige andere Flaggen benutzt. José María Morelos zum Beispiel benutzte eine Flagge, auf der dem Bild der Jungfrau ein in blau und weiß gehaltenes Insignum mit einem gekrönten Adler auf einem Kaktus und den Lettern V.V.M (Viva la Virgen María – „Lang lebe die Jungfrau Maria“) hinzugefügt wurde. Die Revolutionsarmee benutzte auch eine Flagge, bestehend aus drei vertikalen Streifen in Weiß, Blau und Rot. Die aktuellen Farben – Grün, Weiß und Rot – tauchten zuerst in der Flagge der vereinten Armee der drei Garantien nach dem Erringen der Unabhängigkeit von Spanien auf.
Die erste offizielle Nationalflagge wurde 1821, im ersten Jahr der mexikanischen Souveränität eingeführt. Die erste Regierung wählte eine Trikolore bestehend aus einem grünen, einem weißen und einem roten Streifen mit dem Wappen in der Mitte. Das offizielle Dekret dazu:

„Einziger Artikel: (…) die Nationalflagge und die Flaggen der Armee sollen dreifarbig seien und für immer die vertikal angeordneten Farben grün, weiß und encarnado [fleischrot] annehmen, mit dem gekrönten Adler im Zentrum des weißen Streifens, nach dem folgenden Aussehen.“

Wenn auch sehr ähnlich zur aktuellen Nationalflagge, hält der Adler auf dieser ersten keine Schlange in seinen Krallen und trägt eine Krone zur Ehre des Reiches. Varianten dieser Flagge, die in dieser Zeit zu finden sind, sind die Seeflagge, auf der neben den drei Farbstreifen nur noch der Adler mit der Krone gezeigt wird. Auf der quadratischen Militärflagge ist der Adler größer als auf der Nationalflagge. Die Nationalflagge wurde formell im November 1821 von Kaiser Agustín de Iturbide eingeführt und im Juli 1822 das erste Mal benutzt. Die Flagge verlor mit der Abschaffung des Reiches seine Gültigkeit.
Die zweite Nationalflagge kam mit der Einrichtung der ersten Bundesrepublik 1823. Die neue Flagge, die im April eingeführt wurde, unterscheidet sich dadurch, dass die Krone des Adlers entfernt und ihm eine Schlange in die rechte Kralle gegeben wurde. Eine weitere Neuerung war das Hinzufügen von je einem Eichen- und Lorbeerzweig auf Vorschlag des Kriegsministers José Joaquín de Herrera, eine Tradition, die bis zur heutigen Flagge überlebt hat. Mit der Auflösung der Bundesrepublik im Jahre 1864 verlor auch diese Flagge ihre Gültigkeit.
Die dritte Nationalflagge war die des Zweiten Mexikanischen Reiches. Wieder wurde die grün-weiß-rote Farbgebung gewählt. Allerdings wurde diesmal das Seitenverhältnis von 4:7 auf 1:2 geändert. Außerdem wurde in jede Ecke ein Adler mit einer Krone gesetzt. Das Aussehen, das von Kaiser Maximilian I. angeordnet wurde, orientierte sich am Aussehen der französischen Wappen, mit einem „mexikanischen Einschlag“.
Die Flagge wurde mit dem Sturz und der folgenden Exekution Maximilians durch die Mexikaner abgeschafft. Dafür wurde wiederum die zweite mexikanische Flagge eingeführt, jedoch nie offiziell. Die aktuelle Nationalflagge wurde am 16. September 1968 eingeführt und am 24. Februar 1984 durch ein Gesetz bestätigt.
Vor der Einführung der aktuellen Flagge wurden verschiedene offizielle Flaggen von der Regierung benutzt. Ihnen allen gemein war die Struktur der Trikolore. Unterschiede bestanden in dem Wappen, das in der Mitte zu sehen war und ist. Ein möglicher Grund für die 1968 vollzogene Einführung der Flagge und des neuen Wappens ist, dass Mexiko-Stadt Ausrichter der Olympischen Sommerspiele war. Zur selben Zeit wurde auch die bis dahin als Handelsflagge genutzte Variante ohne Wappen abgeschafft. 1984 kam eine Debatte darüber auf, wie das Wappen auf der Rückseite der Flagge dargestellt werden soll. Zur Lösung dieses Problems schlug ein Abgeordneter der Partido Acción Nacional vor, das Gesetz dahingehend zu ändern, dass der Adler auf der Rückseite auch auf die rechte Seite schauen könne. 1995 wurde das Gesetz geändert.

Entwicklung der Mexikanischen Flagge (1821–1968)
1821–1823
1823–1864, 1867–1893
1864–1867
1893–1916
1916–1934
1934–1968

## Flaggenprotokoll

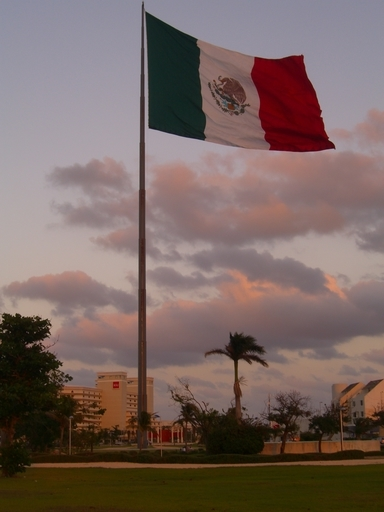
Flagge bei Cancún

Wenn die Flagge bei einer Parade benutzt wird, sind Personen, die militärische Uniformen tragen, verpflichtet zu salutieren. Bürger salutieren der Nationalflagge folgendermaßen: Fest stehend legen sie ihre rechte Hand auf die Brust. Die Hand ist dabei flach und die Innenseite zeigt nach unten. Dieser Salut ist als El Saludo Civil de la Bandera Nacional bekannt. Wenn der Präsident als oberster Führer des Militärs auftritt, salutiert er mit dem militärischen Salut. Wenn bei Programmbeginn und -ende im mexikanischen Fernsehen die mexikanische Hymne gespielt wird, wird zur gleichen Zeit die Flagge gezeigt.
An speziellen Tagen wird die Flagge sowohl von Zivilisten wie auch Regierungspersonal gehisst. Dies sind meist nationale Feiertage und Tage mit spezieller Bedeutung in Mexiko. Bei einigen Ereignissen wie beispielsweise dem Tod bedeutender Persönlichkeiten und Gedenktagen ist auch ein Hissen auf halbmast vorgesehen. Diese Daten sind im Artikel 18 des Flaggengesetzes aufgeführt.
Der Día de la Bandera (Flaggentag) findet am 24. Februar statt. An diesem Tag vereinigten sich 1821 die einzelnen Armeen des mexikanischen Befreiungskrieges zur Armee der drei Garantien.

## Varianten
Es gibt zwei Varianten der nationalen Flagge, die rechtlich gesichert sind. Der Unterschied besteht in der Ausführung des darin abgebildeten Wappens. In der ersten Variante, die von dem mexikanischen Präsidenten und Ministern benutzt wird, ist das Wappen weitgehend golden, bis auf das dreifarbige Ordensband, in Grün, Weiß und Rot. Der abgebildete Stein, der See und die Adler-Krallen sind silberfarben. In der zweiten Variante ist das gesamte Wappen goldfarben, auch das Ordensband, der See, der Stein und die Krallen. Diese zweite Variante wird von der Staatsregierung und staatlichen Behörden genutzt, denen es nicht erlaubt ist, die erste Variante zu nutzen.

Flagge des Präsidenten
Flagge mit goldenem und silbernem Wappen
Flagge mit goldenem Wappen

### Vorrichtungen
Artikel 3 des Ley sobre el escudo, la bandera y el himno nacionales beschreibt auch, dass die Nationalflagge mit einem speziellen Ordensband, der „Corbata“, dekoriert sein kann. Die Corbata besteht aus einem Knoten und zwei Bändern, die ungleich lang sind. Die Bänder sind mit einer goldenen Quaste, die „fringe“ genannt wird, verbunden. Die Corbata ist oben, am Flaggenkopf abgebildet. Organisationen und Parteien können ihre eigenen Corbatas anwenden. So benutzt die PAN eine weiße Corbata mit einer blauen Fringe.

## Banderas monumentales

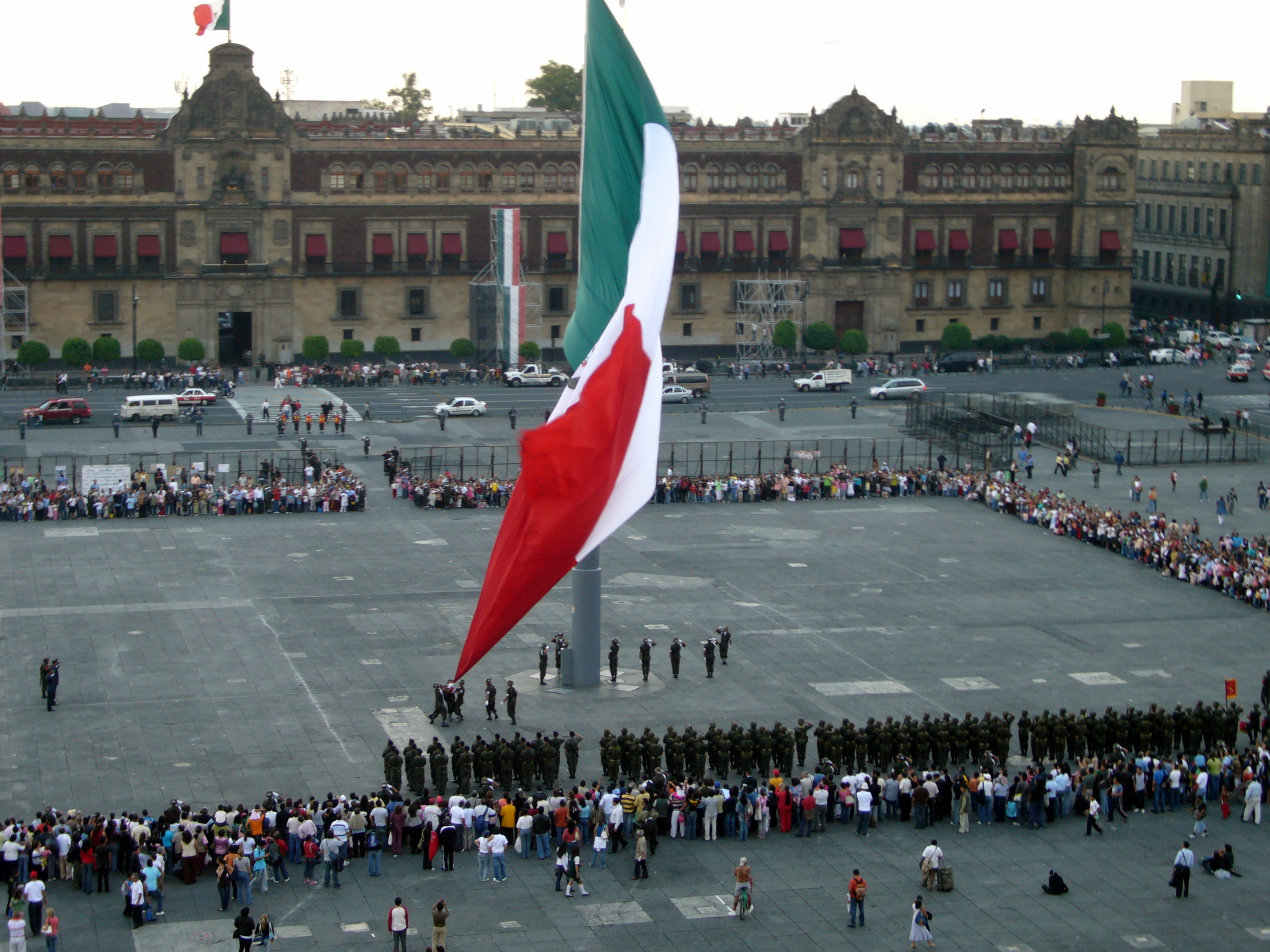
Monumentalflagge in Zócalo

1999 begann der Präsident Ernesto Zedillo damit, im ganzen Land überdimensionale Flaggen zu hissen. Geleitet vom Verteidigungsministerium wurden die „banderas monumentales“ (monumentale Flaggen) in verschiedenen Städten und Orten aufgestellt, nämlich in Mexiko-Stadt, Tijuana, Ciudad Juárez und Veracruz. Der Erlass legte auch die Maße der Flaggen von 14,3 zu 25 Metern fest, die an Masten von 50 Metern Höhe gehisst werden. Nachdem die ersten monumentalen Flaggen gehisst worden waren, folgten dem Beispiel angeblich Städte wie Ensenade, Nuevo Laredo und Cancún, die ihre eigenen monumentalen Flaggen aufstellten. Kleinere Flaggen, „banderas semi-monumentales“ genannt, wurden in kleineren Städten und mehreren Ausbildungsstätten errichtet.
Die größte Monumentalflagge in Mexiko ist die in Mirador del Obispado in Monterrey, mit einem Mast von 120 Tonnen Gewicht und 100,6 Metern Höhe. Die Flagge misst 50 mal 28,6 Meter und wiegt 230 Kilogramm; viermal so groß wie die meisten monumentalen Flaggen also. Sie steht auf der Kuppe des Cerro del Obispado, auf einer Höhe von 775 Metern über dem Meeresspiegel (die Stadt liegt auf 538 Metern).
Orte
1. Monterrey, Nuevo León
2. Dolores Hidalgo, Cuna de la Independencia Nacional, Guanajuato
3. Querétaro, Querétaro
4. Mexiko-Stadt (Distrito Federal):
  - Zócalo, in der Stadtmitte.
  - Campo Militar Marte, Militärbasis hinter Los Pinos
  - Glorieta de San Jerónimo, Südstadt
5. Iguala, Guerrero
6. Tonalá, Jalisco
7. Mérida, Yucatán
8. Cancún, Quintana Roo